# Orlat
Orlat es una comuna ubicada en el distrito de Sibiu, Rumania.

## Superficie
Posee una superficie de 59,02 kilómetros cuadrados.

## Demografía
Hasta 2021 la población era de 2964 habitantes, con una densidad de población de 50,22 habitantes por kilómetro cuadrado.